# Mausohrkolonien im Steigerwaldvorland
Mausohrkolonien im Steigerwaldvorland ist ein Fauna-Flora-Habitat und Teil des EU-Naturschutzsystems Natura 2000. Es stellt verschiedene Siedlungsgebiete der Fledermausart Großes Mausohr (Myotis myotis) in den unterfränkischen Landkreisen Haßberge und Kitzingen unter Schutz. Die Flächen des Schutzgebietes sind dezentral über die beiden Landkreise verteilt.

## Lage
Die Mausohrkolonien verteilen sich über die Gebiete der unterfränkischen Landkreise Haßberge und Kitzingen. Obwohl es sich um wildlebende Tiere handelt, sucht das Große Mausohr insbesondere für die Paarung (sogenannte Paarungsterritorien) immer wieder menschliche Siedlungsgebiete auf. Die Fledermäuse bewohnen oft mehrere Jahre hindurch alte Dachstühle, die durch Fugen im Dachgebälk fliegend erreicht werden können. Hierfür eignen sich insbesondere Altbauten bzw. Baudenkmäler, deren Bestand in den beiden Landkreisen, die beide im Steigerwaldvorland liegen, besonders hoch ist.

## Geschichte und Beschreibung
Das Große Mausohr wird von der Europäischen Union im Anhang II und Anhang IV der FFH-Richtlinie geführt und gilt somit als streng zu schützende Art von gemeinschaftlichem Interesse, für deren Erhalt besondere Schutzgebiete ausgewiesen werden müssen. Obwohl das FFH-Gebiet vor allem die Paarungs- und Wochenstuben des Mausohrs unter Schutz stellt, sind auch die Landschaften in der näheren Umgebung dieser Kolonien Teil des Schutzgebietes. Hier suchen die Tiere nach Nahrung.
Vielfältige Schutzbemühungen unterschiedlichster gesellschaftlicher Gruppen entstanden im Umfeld des Schutzgebietes: Das Landratsamt Kitzingen initiierte die „Fledermäuse im Kitzinger Land“. Das Schutzprojekt wurde im Jahr 2018 als offizieller Teil der UN-Dekade Biologische Vielfalt gewürdigt. Der Fledermauskot wird von einem Weingut in Kitzingen als Guano-Dünger für die Weinberge in der Lage Kitzinger Eselsberg verwendet. Der Wein wird unter dem Namen Fledermauswein vermarktet, wobei ein Teil des Verkaufserlöses den Projekten zum Erhalt der Fledermausstandorte zugutekommt.
Der Landesbund für Vogelschutz in Bayern im Regierungsbezirk Unterfranken förderte über das sogenannte „Flatterhaus“ die Bemühungen, die Informationen über die Lebensweise des Mausohrs in der Bevölkerung zu verbreiten. In den Räumlichkeiten eines Amtshauses aus dem ausgehenden 16. Jahrhundert entstand im Iphöfer Gemeindeteile Hellmitzheim im Landkreis Kitzingen eine museale Ausstellung mit Mitmachelementen, die über die Hintergründe der Verhaltensweisen der Fledermäuse aufklärt.

## Fledermauskolonien (Auswahl)
- Pfarrgasse 12, Iphofen, ehemaliger Pfarrhof
- Mönchsondheimer Straße 8, Hellmitzheim, Amts- und Wohnhaus